# 科爾泰貝
科尔泰贝（法語：Cortébert）是瑞士联邦伯尔尼州伯尔尼汝拉区的市镇。该市镇面积为14.75平方千米，海拔高度680米，2018年12月31日人口数为705。